# NGC 3035
NGC 3035 је спирална галаксија у сазвежђу Секстант која се налази на NGC листи објеката дубоког неба.
Деклинација објекта је - 6° 49' 22" а ректасцензија 9h 51m 54,9s. Привидна величина (магнитуда) објекта NGC 3035 износи 12,7 а фотографска магнитуда 13,5. NGC 3035 је још познат и под ознакама MCG -1-25-52, IRAS 09494-0635, PGC 28415.